# Victor Guernalec
Victor Guernalec (* 16. März 2000 in Châteaulin) ist ein französischer Radrennfahrer, der auf der Straße aktiv ist.

## Sportlicher Werdegang
Als Junior war Guernalec einer der besten französischen Radrennfahrer seines Jahrgangs. Er war Mitglied der Nationalmannschaft und startete im UCI Men Juniors Nations’ Cup und bei den Europameisterschaften 2018. Bei der Ronde des Vallées kam er auf den zweiten Gesamtrang, bei der Trophée Centre Morbihan auf dem siebten Platz.
Nach dem Wechsel in die U23 fuhr Guernalec ab 2019 vorerst auf der Vereinsebene. In seinen Leistungen wurde er zunächst durch eine Endofibrose (Stenose der Beckenarterie) eingeschränkt. Erst nach mehreren Operationen kehrte er ab 2023 zu alter Stärke zurück. Dabei zeigte er sich vorrangig bei Rennen des nationalen Kalenders, 2024 konnte er sieben Siege erringen. Bei internationalen Rennen kam er bei Kreiz Breizh Elites und der Alpes Isère Tour jeweils auf einen zweiten Etappenrang.
Nach der erfolgreichen Saison 2024 sollte Guernalec 2025 auf die kontinentale Ebene wechseln und Mitglied bei CIC U Nantes werden, im November erhielt er jedoch einen Vertrag beim UCI WorldTeam Arkéa-B&B Hotels. Seinen ersten Sieg als Profi erzielte er mit dem Gewinn der zweiten Etappe der Région Pays de la Loire Tour 2025.

## Familie
Victor Guernalec ist der jüngere Bruder des Radrennfahrers Thibault Guernalec. Seit 2025 fahren beide im selben Team.

## Erfolge
2025
- eine Etappe Région Pays de la Loire Tour